# Louis Philippe d’Orléans, prince de Condé

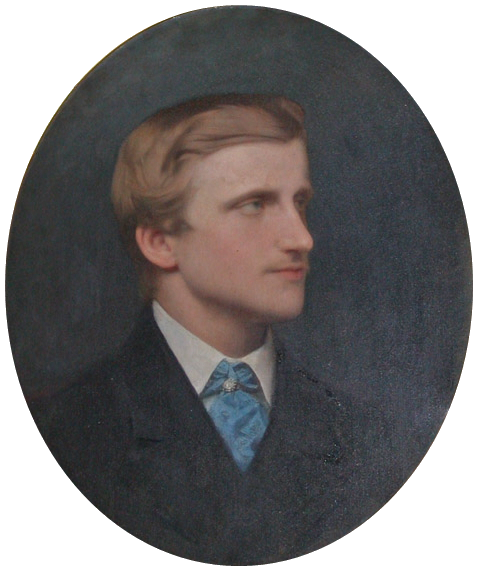
Louis Philippe d'Orléans, gemalt von Charles Jalabert, 1865

Louis Philippe Marie Léopold d’Orléans (* 15. November 1845 in Saint-Cloud; † 24. Mai 1866 in Sydney) war Fürst von Condé. Er war das erste Mitglied eines Königshauses, das den australischen Kontinent besuchte.

## Leben

### Exil in England
Louis Philippe d’Orléans wurde 1845 als ältester Sohn von Henri d’Orléans, duc d’Aumale, und dessen Frau Maria Karolina Augusta von Neapel-Sizilien geboren. Er erhielt den Titel Fürst von Condé verliehen. Dieser Titel war ursprünglich von dem Haus Bourbon-Condé geführt worden, jedoch mit dem Tod von Louis VI. Henri Joseph de Bourbon, prince de Condé, erloschen. In Anlehnung an den letzten Träger des Titels erhielt der junge Louis d’Orléans den Spitznamen „le petit Condé“.

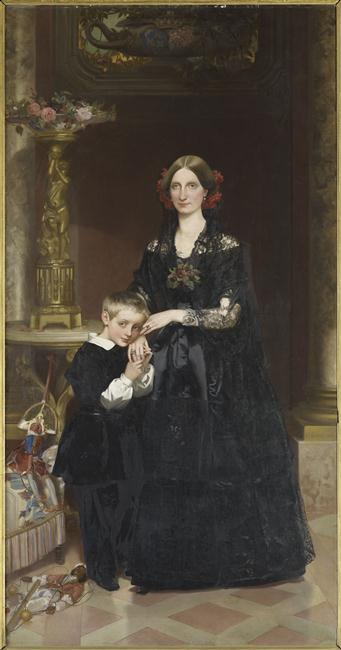
Louis d’Orléans mit seiner Mutter Maria Karolina Augusta von Neapel-Sizilien (Victor Mottez, 1851)

Nach dem Ausbruch der Februarrevolution 1848 gingen seine Eltern mit ihm nach England ins Exil. Später besuchte er die Royal High School in Edinburgh, wo er von Leonhard Schmitz unterrichtet wurde.

### Reise nach Australien
Als Louis d’Orléans 20 Jahre alt war, arrangierte sein Vater eine achtzehnmonatige Weltreise für ihn. Die Reise in einem außereuropäischen Klima sollte nach der Meinung seines Vaters seine angeschlagene Gesundheit verbessern. Zusammen mit seinem Arzt Dr. Paul Gingeot und seinem Cousin Ferdinand d’Orléans, duc d’Alençon, trat Louis d’Orléans am 4. Februar 1866 die Reise in Southampton auf der Mongolia, einem Passagierschiff der britischen Reederei Peninsular and Oriental Steam Navigation Company (P&O), an. Die Reiseroute sollte Ägypten, Ceylon, Australien, Neuseeland, Java, China, Japan sowie Indien umfassen. Louis d’Orléans besonderes Interesse galt hierbei Australien, von dessen exotischer Natur er fasziniert war.
Da der Sueskanal 1866 noch nicht fertiggestellt war, reisten sie nach ihrer Ankunft in Alexandria per Zug über Kairo nach Sues und dann mit einem kleineren Schiff weiter, um schließlich die Bengal, ebenfalls ein Passagierschiff der Peninsular and Oriental Steam Navigation Company, zu erreichen, mit dem Louis d’Orléans und Gingeot ihre Reise mit fortsetzten. Ferdinand d’Orléans, duc d’Alençon, hatte die Reisegruppe in Ägypten verlassen, um nach Manila weiterzureisen. Nach einem kurzen Aufenthalt in Ceylon setzten sie ihre Reise auf der der Peninsular and Oriental Steam Navigation Company gehörenden Bombay fort.
Am 8. April erreichte die Bombay King George Sound, eine Bucht an der Südwestküste von Western Australia. Louis d’Orléans ging in Begleitung eines wohlhabenden, aus Queensland stammenden Geschäftsmanns in Albany an Land und traf sich dort unter anderem mit dem Chief Magistrate von Albany, Sir Alexander Campbell.
Am 13. April erreichte die Bombay Melbourne. Louis d’Orléans, der so schnell wie möglich in Sydney ankommen wollte, entschied sich die Stadt erst auf seiner Rückreise zu besuchen. Die weitere Reise der Bombay führte ihn entlang der Kolonien South Australia, Victoria und New South Wales, vorbei an Cape Howe und den australischen Alpen.
Am 16. April 1866 legte die Bombay in Port Jackson an. D’Orléans war sehr beeindruckt von der Stadt und verglich sie mit den alten Städten in Europa.

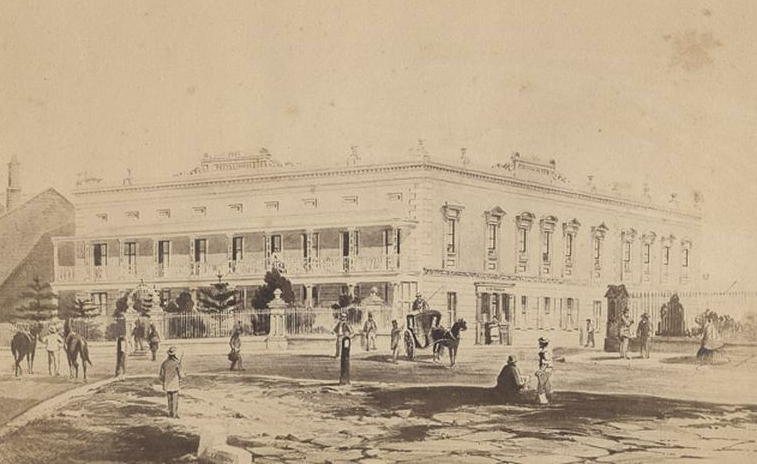
Petty's Hotel, der letzte Wohnsitz des Fürsten von Condé

Obgleich unter anderem der Gouverneur von New South Wales, Sir John Young, d’Orléans und seiner Reisegruppe eine adäquatere Unterkunft anboten, entschieden sie sich im am Church Hill nahe St. Philip’s gelegenen Petty's Hotel zu wohnen. In den nächsten fünf Wochen nahm d’Orléans, dessen Gesundheit sich merklich verbesserte, an verschiedenen gesellschaftlichen Anlässen teil, besuchte die University of Sydney, das Australian Museum, die Royal Botanic Gardens und das Sydney Hospital. Er traf hierbei mit lokalen Persönlichkeiten wie etwa Edward Deas Thomson, dem Kanzler der University of Sydney, und Charles Moore, dem Direktor des Botanischen Gartens, zusammen. Weitere Ausflüge führten ihn nach Parramatta, nach Windsor und nach Kurrajong.

### Tod und Bestattung
Am 12. Mai 1866 erreichte ihn die Nachricht vom Tod seiner Großmutter Maria Amalia von Neapel-Sizilien, was ihn schwer traf und in Verbindung mit einer Erkältung, die er sich bei einem Ausflug nach Manly zugezogen hatte, seinen Gesundheitszustand stark beeinträchtigte. Dr. Gingeot verordnete ihm Ruhe, was d’Orléans jedoch ignorierte.
Nach einer kurzzeitigen Verbesserung verschlechterte sich seine Gesundheit schließlich rapide, sodass Dr. Gingeot einen weiteren Arzt zurate zog. Am Abend des 24. Mai starb Louis d’Orléans im Beisein von Dr. Gingeot, seinem Kammerdiener und Erzdiakon McEncroe, der ihm die letzte Ölung erteilte. Mit seinem Tod erlosch der Titel des Fürsten von Condé zum zweiten, und nun endgültigen, Mal.
Im Laufe der nächsten Tage fanden sich Vertreter des öffentlichen Lebens in Petty's Hotel ein, unter anderem Gouverneur John Young, der Chief Justice Alfred Stephen, der Premier von New South Wales James Martin, Commodore Sir William Wiseman sowie die Konsuln der Vereinigten Staaten, der Niederlande, von Belgien und Brasilien, um d’Orléans die Letzte Ehre zu erweisen. Louis Sentis, der französische Konsul, erschien anders als seine Amtskollegen als Privatperson, da die französische Regierung die Thronansprüche des Hauses Orléans nicht anerkannte.
Am 29. Mai 1866 fand die Trauerfeier statt. Eine lange Prozession, angeführt von Bischof Aloys Elloy und circa 20 Klerikern, begleitete den Sarg von Petty's Hotel zur Saint Mary’s Cathedral. Unter den Sargträgern befanden sich unter anderem der Gouverneur, der Chief Justice, der Premier, Commodore Sir William Wiseman und der belgische Konsul. Viele Geschäfte in Sydney wurden aus diesem Anlass geschlossen und die Konsulate hängten ihre Flaggen auf halbmast.
Bei der Totenmesse in der Saint Mary’s Cathedral waren um die 2000 Besucher anwesend. Da sich Erzbischof John Bede Polding in Rom aufhielt, wurde er von Aloys Elloy in der Messe vertreten. Nach Beendigung der Messe wurden der Sarg und das silberne Behältnis, in dem sich das Herz von Louis d’Orléans befand, an Bord der am Circular Quay ankernden Sea Star gebracht. Am 2. Juni 1866 brach die Sea Star mit den sterblichen Überresten d’Orléans in Richtung London auf. Am Bord befanden sich ebenfalls Dr. Gingeot und das Gefolge des Fürsten. Die Sea Star erreichte London am 11. September 1866.
Nach dem Ende des Zweiten Kaiserreiches und der Pariser Kommune kehrte die Familie von Louis d’Orléans 1871 aus ihrem Exil in England zurück nach Frankreich. 1885 wurde die Urne, die die Herzen der Fürsten von Condé enthielt, in der Kapelle des Schlosses Chantilly platziert. Auch das Herz von Louis d’Orléans fand hier seine letzte Ruhe.
Seine sterblichen Überreste befinden sich in der Chapelle Royale Saint-Louis in Dreux.

### Nachwirken
Der Nachwelt blieb Louis d’Orléans vor allem durch seinen Besuch in Australien in Erinnerung. Er war damit das erste Mitglied eines Königshauses, das den australischen Kontinent besuchte. Der erste Besuch eines Mitgliedes des britischen Königshauses erfolgte 1867 durch Prinz Alfred, der Australien im Oktober erreichte und sich dort fünf Monate aufhielt.